# Adam Levine
Adam Noah Levine (Los Angeles, 18 marzo 1979) è un cantautore, produttore discografico e personaggio televisivo statunitense, frontman del gruppo musicale Maroon 5.
Ha iniziato la sua carriera musicale nel 1994,  co-fondando il gruppo rock alternativo Kara's Flowers. Dopo l'insuccesso del primo progetto discografico, nel 2001 il gruppo si è riunito con il chitarrista James Valentine cambiando il loro nome in Maroon 5. Da allora il gruppo ha pubblicato sette album in studio, venduto oltre 135 milioni di copie globalmente e ricevuto numerosi premi e riconoscimenti, tra cui tre Grammy Awards, otto Billboard Music Awards, tre American Music Award, un MTV Video Music Awards e un MTV Europe Music Awards, divenendo una delle band di maggior successo della storia della musica internazionale.
All'attivo ha anche una carriera da solista, collaborando con numerosi artisti, sia come autore che partecipando vocalmente ai brani, tra cui con Kanye West, Eminem, Kendrick Lamar, Jason Derulo, Alicia Keys, Lil Wayne, Slash, Rihanna, The Ruderboyz, Maluma, R.City, K’nann, Gym Class Heroes e 50 Cent. Levine possiede anche una propria casa di produzione di webserie e musicale, la 222 Records.
In campo televisivo ha scritturato ventitré episodi della serie televisiva Giudice Amy dal 1999 al 2000. Dal 2011 al 2019 Levine è stato coach nel talent show della NBC The Voice, lavorando al fianco di Blake Shelton, Gwen Stefani, Christina Aguilera, Shakira, Kelly Clarkson, Pharrell Williams e Jennifer Hudson. Nel 2012 ha fatto il suo debutto come attore come personaggio nello show televisivo American Horror Story: Asylum.
Levine ha un patrimonio stimato di 120 milioni di dollari.

## Biografia
Adam è nato a Los Angeles da Patsy Noah e Fred Levine; Levine ha un fratello, Michael, una sorella, Julia, e due fratelli, Sam e Liza, dal secondo matrimonio di suo padre con Lisa; Lisa e Fred Levine hanno due negozi di moda per uomini. Nel 2005, Adam e Ryan Seacrest del talent show American Idol hanno assistito all'inaugurazione del M. Fredric MAN, il secondo negozio dei suoi genitori, a Studio City. La famiglia Levine è ebrea.

### Gli inizi e i Kara's Flowers

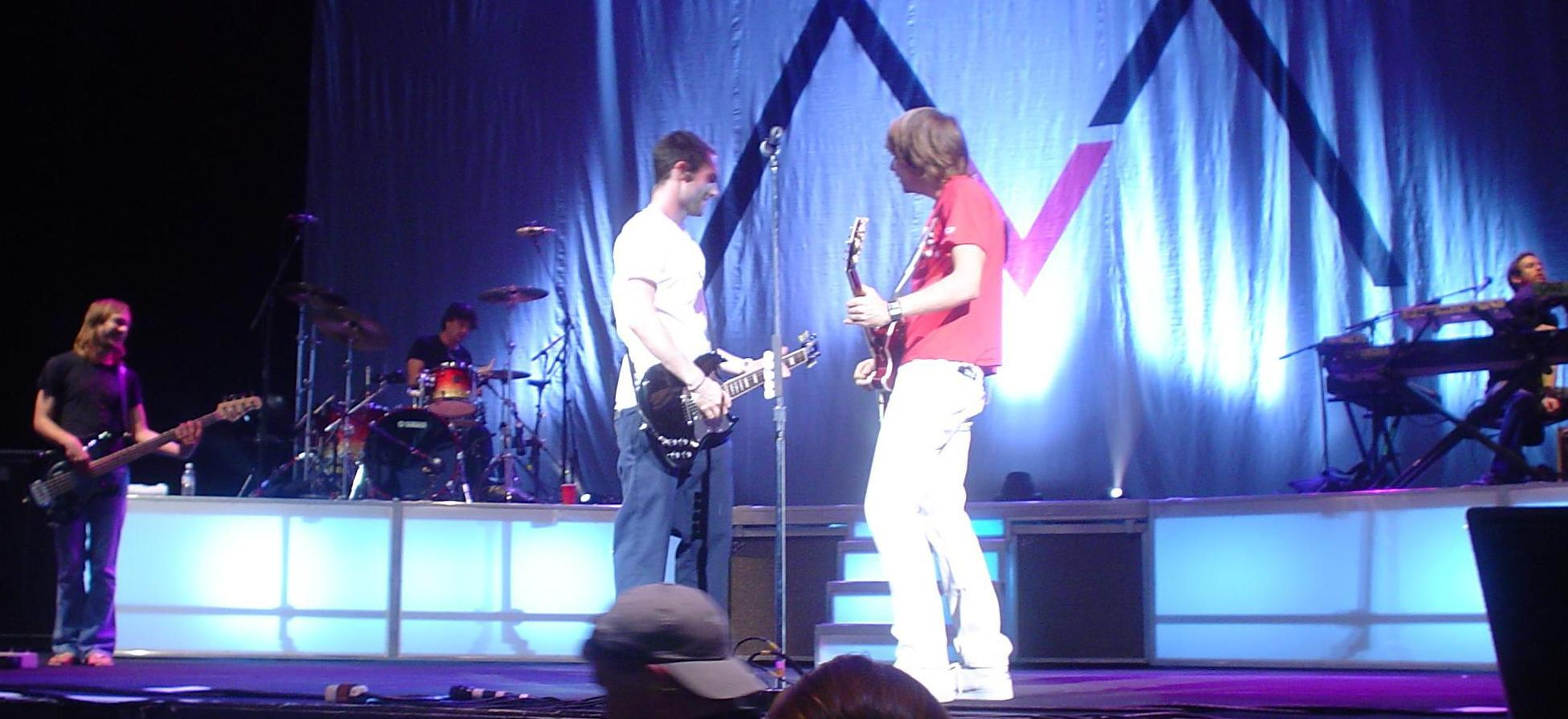
I Maroon 5 agli inizi degli anni 2000

Levine divenne amico di Jesse Carmichael, che suonava il clarinetto nell'orchestra della Regis High School, mentre hanno suonato insieme al French Woods Festival of the Performing Arts. Come matricole dell'università, tra i due si formò un legame di amicizia che oggi li ha resi migliori amici. Levine, Madden e Carmichael si esibirono per la prima volta con il nome di Edible Nuns al loro Jr. High dance, suonando solamente versioni cover preferite come Pearl Jam and Alice in Chains.
Quando il trio doveva frequentare la scuola superiore, il batterista lasciò il gruppo. Fu rimpiazzato da Amy Wood, la quale lasciò presto la band, così si ritrovarono nuovamente a corto di un batterista, lasciando una porta aperta ad Adam. Riallacciò i rapporti con Ryan Dusick, che con il ruolo di batterista completava la band.
Nel settembre 1995, Levine e i suoi compagni Mickey Madden, Jesse Carmichael, Ryan Dusick hanno cominciato a suonare con il nome I Kara's Flowers, che successivamente è stato cambiato in Maroon 5 Nel 1997, il gruppo realizzò un album intitolato The Fourth World. L'album non ebbe molto successo, e il suo unico singolo, "Soap Disco", fallì. I membri della band, delusi per i risultati del loro primo album, decisero di scioglierla e di proseguire su strade separate.
Levine e gli altri della band Carmichael lasciarono la California per studiare al Five Towns College, una piccola scuola di arti liberali a Dix Hills, Long Island. Questa è stata a quanto pare la prima volta che i due nativi di Los Angeles furono esposti a scene musicali completamente diverse, cosa che costituì un risveglio culturale per i due giovani. Lo stesso anno la band è apparsa in un episodio della serie drammatica Beverly Hills, 90210.

### 2001-2010: La formazione dei Maroon 5 e il successo internazionale

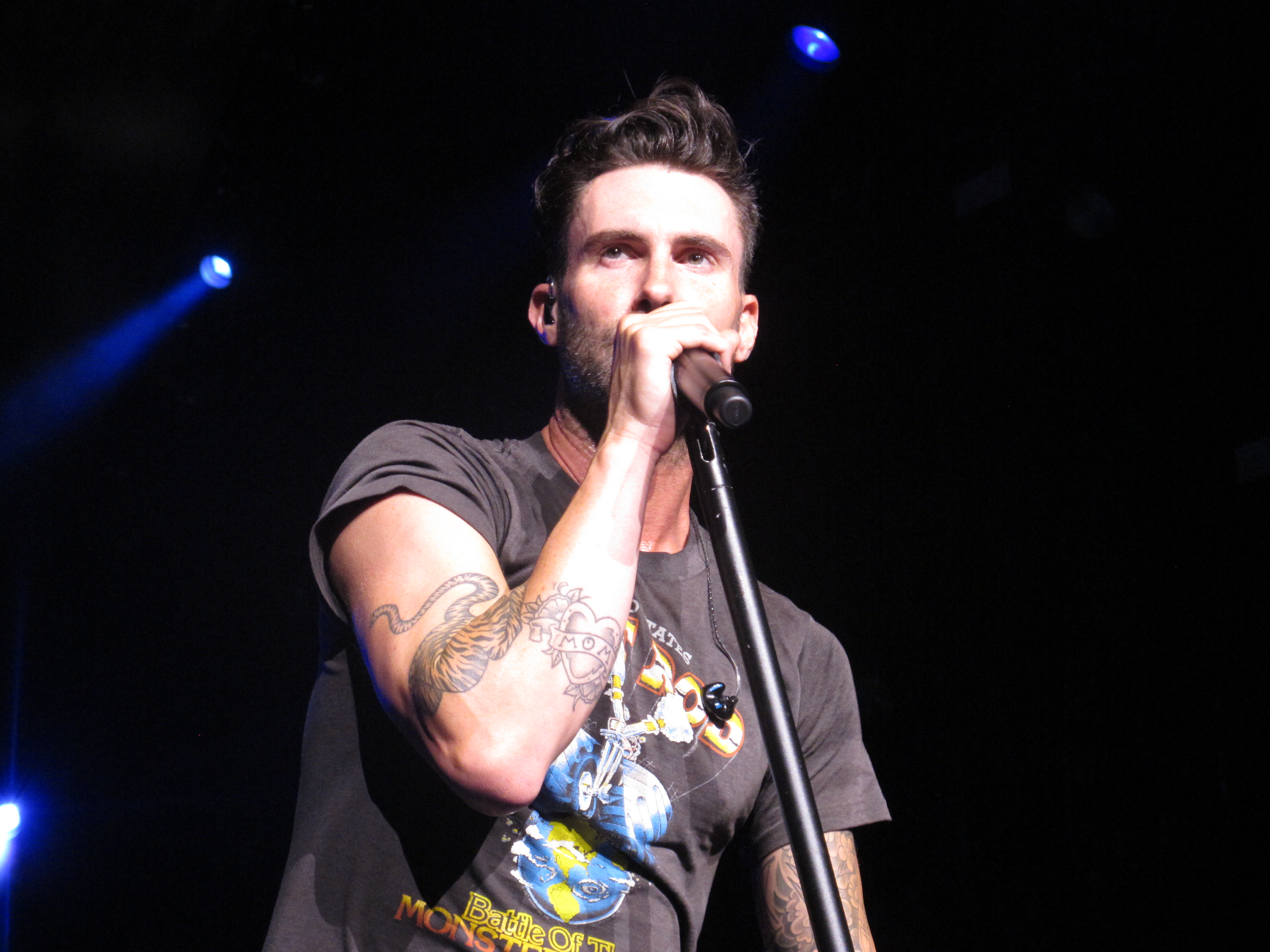
Adam Levine

A seguito dell'insuccesso del precedente progetto discografico, il gruppo ha ottenuto un contratto discografico con la Octone Records grazie al produttore Ben Berkman. Il produttore decise di affiancare al gruppo il chitarrista James Valentine, dando un nuovo assetto al gruppo con Lavine come frontman. Il gruppo venne inoltre denominato Maroon 5.
Il gruppo si presento sul mercato discografico con l'album Songs About Jane, che riscosse ampio successo, con oltre 10 milioni di copie vendute, il progetto discografico viene promosso dai singoli She Will Be Loved, Sunday Morning e This Love, quest'ultimo riconosciuto con il Grammy Award alla miglior interpretazione vocale di gruppo.
Nel 2005, Adam Levine ha collaborato nella canzone di Ying Yang Twins Live Again e in seguito in uno dei tre singoli dell'album di Kanye West Late Registration, ovvero Heard 'Em Say. Ha anche duettato nella canzone Wild Horses con Alicia Keys del suo terzo album Unplugged.
Nel 2007 viene distribuito il singolo Makes Me Wonder che anticipa l'album It Won't Be Soon Before Long, primo della band ad esordire alla prima posizione della classifica di vendite statunitense e britannica. Il singolo fa ottenere al gruppo il terzo Grammy come miglior interpretazione vocale di gruppo. Nel settembre 2010 esce il terzo album, Hands All Over, anticipato dal singolo Misery. Dall'album viene estratto il singolo Moves like Jagger, con Christina Aguilera, che esordisce alla prima posizione dalla Billboard Hot 100, con oltre 14 milioni di copie vendute in tutto il mondo.

### 2011-2015: Nuovi progetti discografici eThe Voice

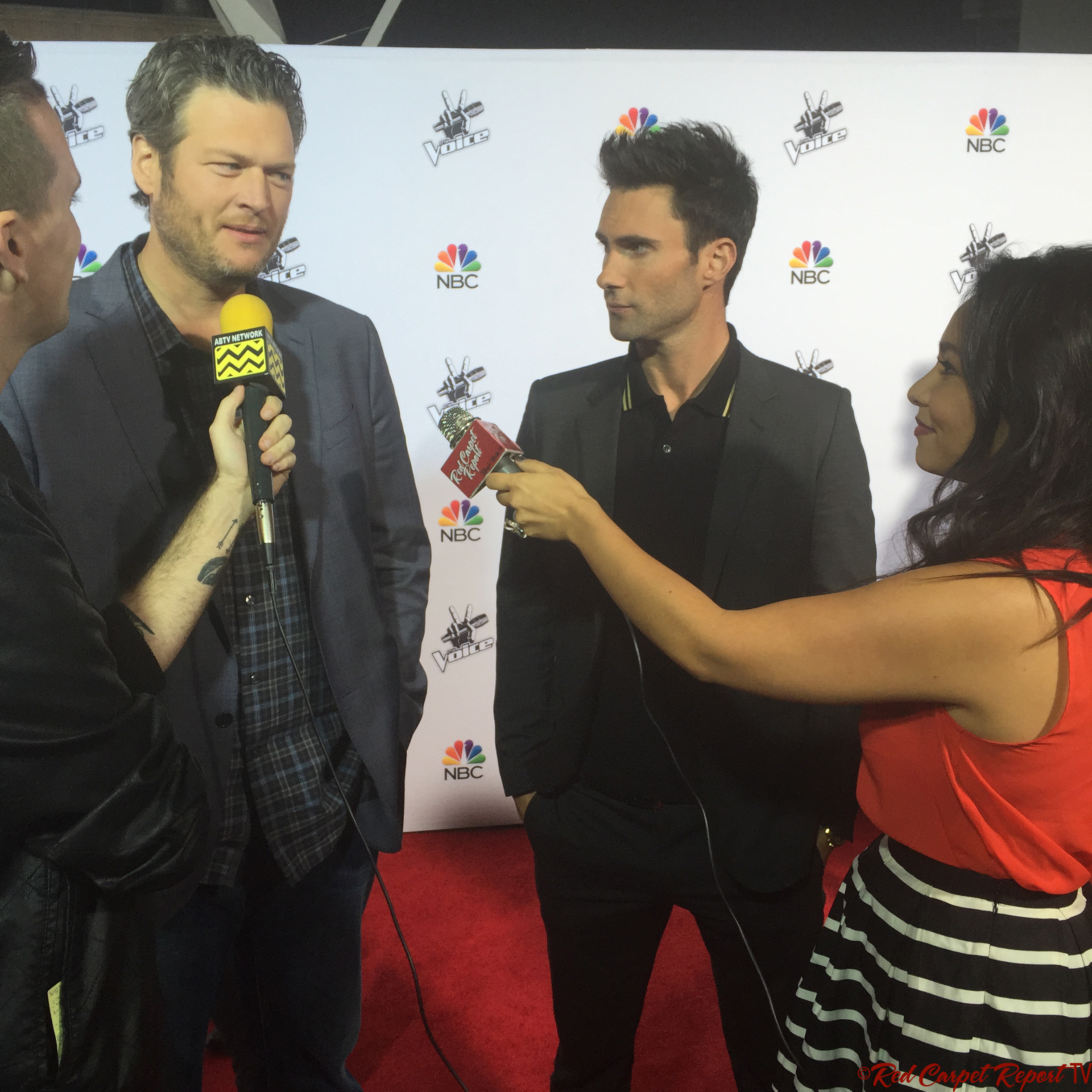
Blake Shelton con Levine alla presentazione di The Voice nel 2011

Nel 2011 Lavine entra a far parte del cast di giudici di The Voice, al fianco di Blake Shelton, Christina Aguilera e Cee Lo Green, divenendo il primo giudice a vincere il programma con Javier Colon. Nello stesso anno viene pubblicato il singolo Stereo Hearts di Gym Class Heroes in collaborazione con Lavine. Il singolo esordisce alla quarta posizione della Billboard Hot 100 e terza della UK Singles Chart, vendendo complessivamente cinque milioni di copie negli Stati Uniti. Nello stesso anno collabora inoltre nei brani Man in the Mirror e Stand Up di Javier Colon, presenti nell'album Come Through for You.

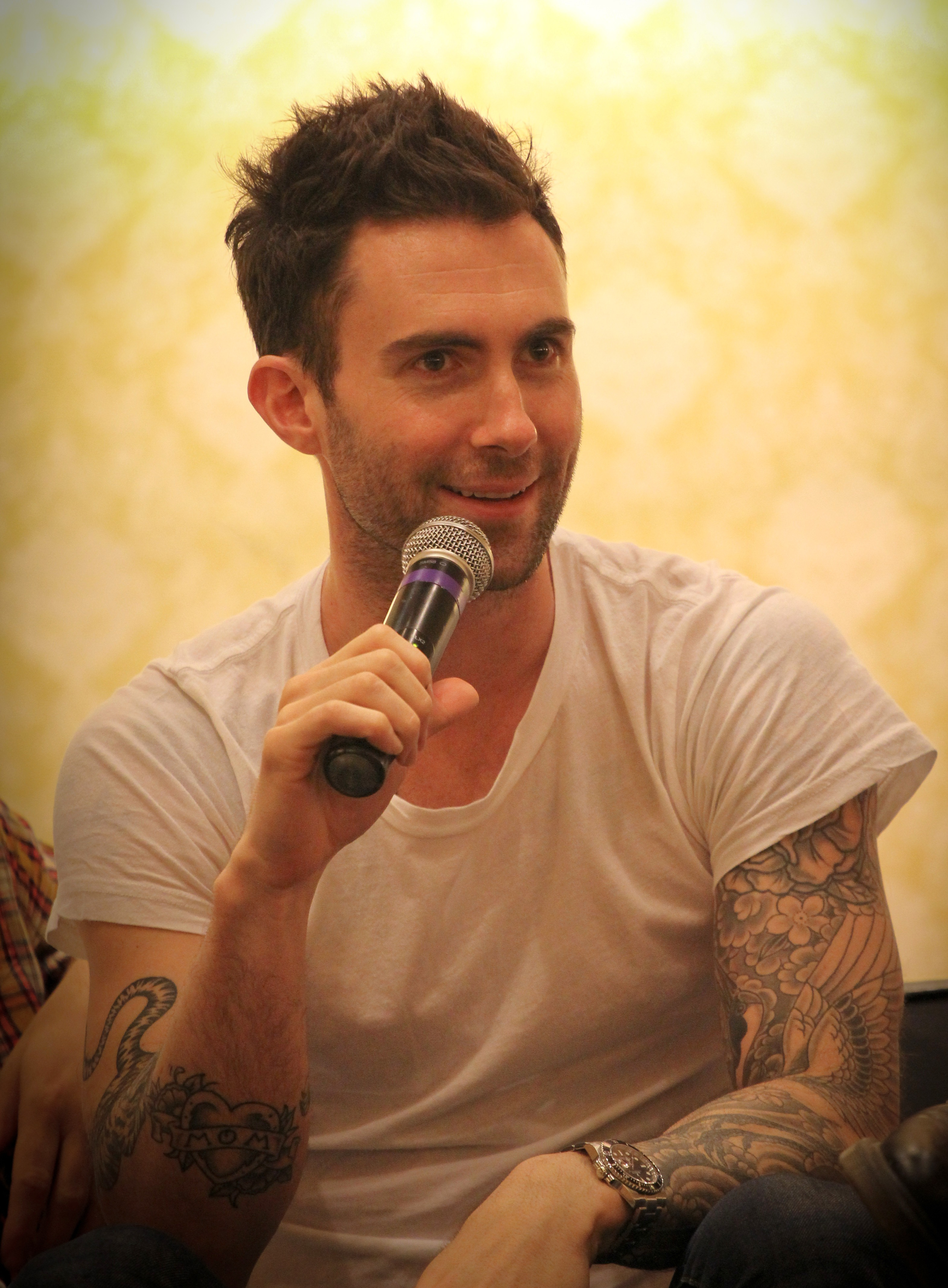
Adam Levine nel 2011

Nel 2012 viene pubblicato il quarto progetto discografico dei Maroon 5, Overexposed, sostenuto dai singoli Payphone, One More Night e  Daylight, i quali ottengono ampio successo commerciale, con oltre 20 milioni di singoli venduti nel corso dell'anno. Nell'anno Lavine è presente nel remake del singolo Yesterday con Tony Lucca e nella collaborazione My Life di 50 Cent e Eminem. Sempre nel 2012 fonda una propria casa discografica battezzata 222, mettendo sotto contratto come primo artista il cantante e attore Matthew Morrison.
Dopo il debutto come attore come personaggio nello show televisivo American Horror Story: Asylum e la seconda vittoria come coach a The Voice, nel 2013 Lavine è impegnato in differenti progetto da solista, tra cui nella collaborazione YOLO con Kendrick Lamar e The Lonely Island, oltre che apparire nei progetti di Tessanne Chin, Will Champlin e Rozzi Crane.
Nel corso del 2014 torna a lavorare con i Maroon 5, pubblicando i singoli Animals e Maps, che precedono l'uscita del quinto album in studio V, secondo progetto ad esordire alla prima posizione della Billboard 200. Nello stesso anno esce al cinema con il film Tutto può cambiare, accanto a Keira Knightley e Mark Ruffalo.
L'8 febbraio 2015 si esibisce con Gwen Stefani durante i Grammy Award con il brano My Heart Is Open. Nel 2015 viene pubblicato il terzo estratto Sugar, che ottiene ampio successo con oltre 8 milioni di copie vendute globalmente. Sempre nel 2015 Lavine collabora nella hit Locked Away con R. City che segna il secondo progetto da solista del cantante ad esordire nella Top10 statunitense e britannica.  Nel dicembre 2015 Lavin vince come coach per la terza volta a The Voice con il concorrente Jordan Smith.

### 2016-presente: Il riassetto dei Maroon 5 e nuovi progetti

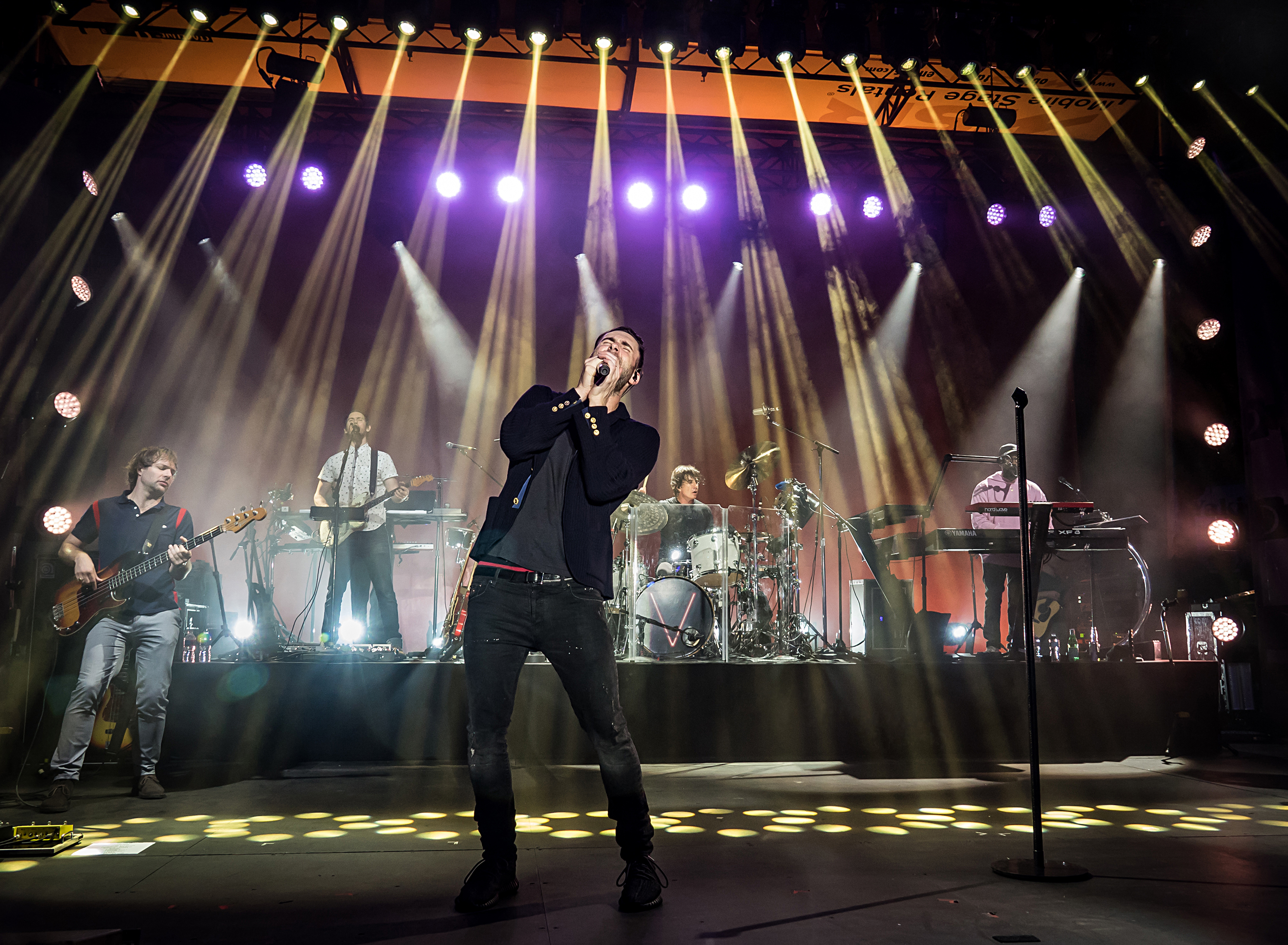
I Maroon 5 in un concerto del 2017

Al termine del tour mondiale che interessò la band nel corso del 2016, nel 2017 viene pubblicato il sesto album, Red Pill Blues, anticipato dalle collaborazioni What Lovers Do con SZA e Girls like You con Cardi B.
A seguito della morte dal manager Jordan Feldstein, nel 2019 viene pubblicato il singolo Memories, e Levine abbandona il ruolo di coach a The Voice dopo tredici stagioni per seguire la band anche dal punto di vista mannageriale. Nel corso del 2020 il gruppo pubblica il brano Nobody's Love e Levine collabora a due canzoni Trust Nobody, con il rapper Lil Wayne nel suo album Funeral, e Same Guy di Jack Harlow nell'album Thats What They All Say.
Nel corso del 2021 i Maroon 5 pubblicano la collaborazione con Megan Thee Stallion Beautiful Mistakes e il singolo Lost, che anticipano il settimo album in studio, Jordi, pubblicato nel giugno 2021. Nell'album è compreso la collaborazione tra Levine e Jason Derulo Lifestyle.
Il 15 agosto 2025 pubblicano il loro ottavo album in studio,Love Is like,anticipato dai singoli Priceless con la rapper thailandese Lisa,All night e Love Is like con il rapper Lil Wayne.

## Vita privata
Dal 2004 al 2006 ha avuto una relazione con l'attrice Jessica Simpson; successivamente ha avuto un flirt con la tennista Marija Šarapova. Dal 2010 al 2012 ha avuto una relazione con la modella Anna V'jalicyna.
Nel maggio del 2012 inizia a frequentare Behati Prinsloo; dopo una pausa avvenuta all'inizio del 2013, nel mese di luglio 2014 i due convolano a nozze. Il 21 settembre 2016 nasce la loro primogenita, Dusty Rose Levine, il 15 febbraio 2018 la secondogenita, Gio Grace Levine, e un terzogenito (nato il 28 gennaio 2023).
Levine soffre di disturbo da deficit di attenzione.

## Pop culture e filantropia

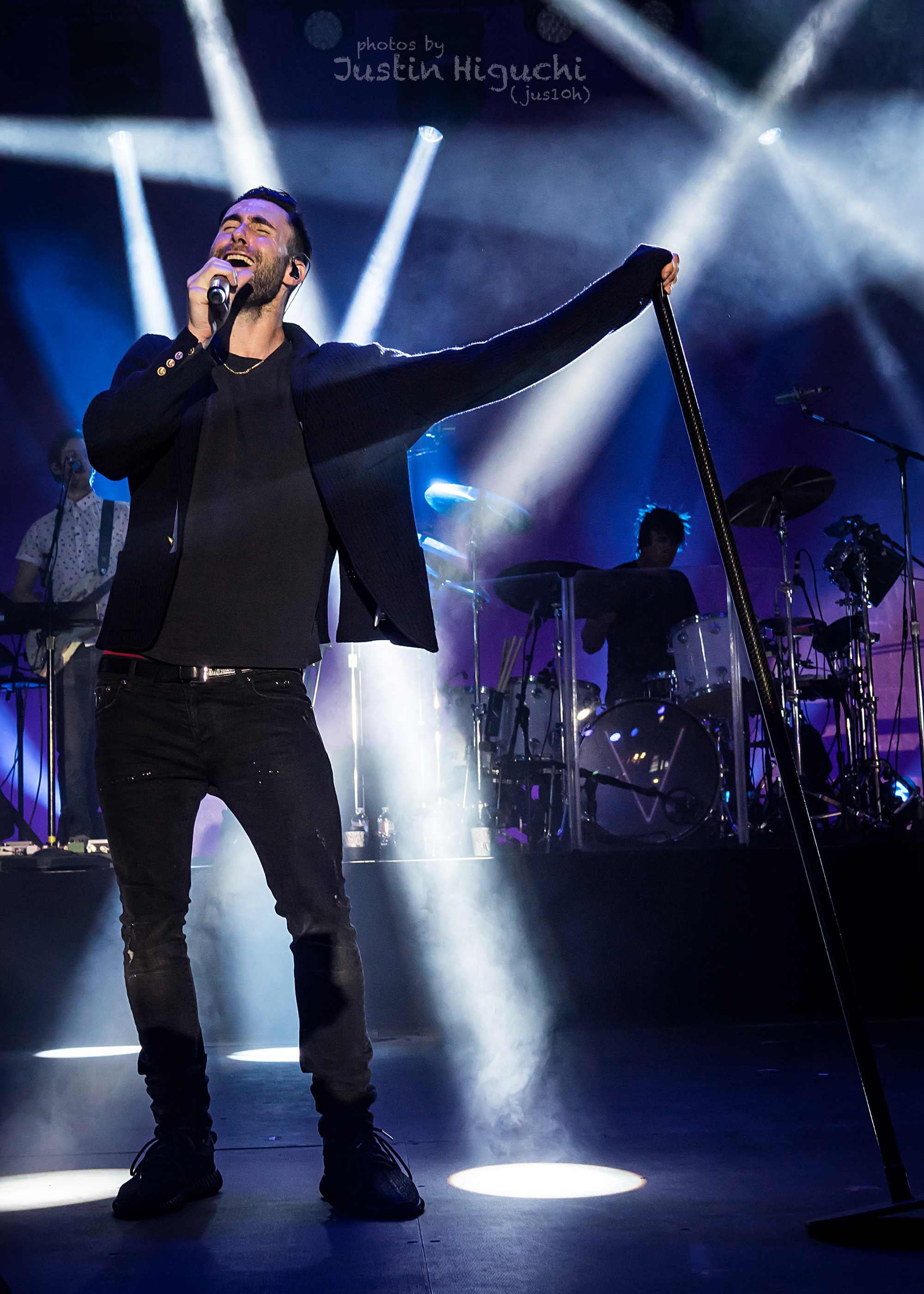
Adam Levine nel 2017

La rivista People ha eletto Levine come l'uomo vivente più sexy del mondo.

### Aiuti umanitari
Molto d'effetto è stata la sua partecipazione nella canzone We Are the World con tutti i più grandi artisti americani. Tale canzone serviva per la raccolta fondi per i terremotati di Haiti del 2010.
Il cantante assieme ai Maroon 5 hanno collaborato con numerosi enti, tra cui Unicef, per numerose iniziative umanitarie.

### Sostegno alla ricerca
Levine ha posato praticamente nudo e con le parti intime coperte dalle mani della sua all'epoca fidanzata, Anne Vyalitsyna, in un servizio fotografico per la campagna contro il tumore ai testicoli per il centro pagina del numero di febbraio 2011 di Cosmopolitan.

## Stile e influenze musicali
Lo stile musical di Adam Levine è stato principalmente influenzato da: The Beatles, Fleetwood Mac, The Who, Pearl Jam, Soundgarden, Alice in Chains, e Nirvana, Bob Marley, Bill Withers, Al Green, Stevie Wonder, Marvin Gaye e Michael Jackson. Jane, l'ex di Levine, è la musa ispiratrice che ha dato nome al primo album della band, Songs About Jane.

Lavine ha raccontato in un'intervista del 2019 a Variety, il cambiamento avvenuto a partire dal quarto album Overexposed nella scelta di avere un maggior numero di compositori, autori e produttori:

## Filmografia

### Cinema
- Tutto può cambiare (Begin Again), regia di John Carney (2013)
- Pitch Perfect 2, regia di Elizabeth Banks (2015)
- Vite da popstar (Popstar: Never Stop, Never Stopping), regia di Akiva Schaffer e Jorma Taccone (2016)
- Fun Mom Dinner, regia di Alethea Jones (2017)
- The Clapper, regia di Dito Montiel (2017)

### Televisione
- Beverly Hills 90210 – serie TV, episodio 8x03 (1997)
- Saturday Night Live – sketch comedy show, 7 episodi (2004-2014)
- CSI: NY – serie TV, episodio 5x02 (2008)
- 30 Rock – serie TV, episodio 3x22 (2009)
- The Voice – programma TV (2011-2019)
- American Horror Story – serie TV, episodi 2x01, 2x02, 2x03 (2012)
- Broad City – serie TV, episodio 3x10 (2016)

### Doppiatore
- I Griffin (Family Guy) – serie animata, episodio 12x03 (2013)
- Big Mouth – serie animata, episodio 6x07 (2022)

## Doppiatori italiani
Nelle versioni in italiano dei suoi film, Levine è stato doppiato da:
- Marco Vivio in American Horror Story
- Nanni Baldini in Tutto può cambiare
- Ruggero Andreozzi in The Clapper
- Lorenzo Scattorin in Fun Mom Dinner